# 25 de enero
El 25 de enero es el 25.º (vigésimo quinto) día del año del calendario gregoriano. Quedan 340 días para finalizar el año y 341 en los años bisiestos.

## Acontecimientos
- 41: en Roma, después de una noche de negociación, Claudio es aceptado como emperador.
- 817: en Roma, Pascual I es elegido papa.
- 1232: en Cáceres (España), un ejército formado por fuerzas de las Órdenes Militares y del obispo de Plasencia reconquista la ciudad de Trujillo.
- 1327: Eduardo III de Inglaterra se convierte en rey de Inglaterra.
- 1494: Alfonso II de Nápoles se convierte en rey de Nápoles.
- 1516: al morir Fernando el Católico, su hija Juana de Castilla hereda la Corona de Aragón.
- 1533: Enrique VIII de Inglaterra se casa secretamente con su segunda esposa, Ana Bolena.
- 1538: Diego Huallpa descubre en el cerro Sumaj Orko de Potosí vetas de plata.
- 1553: en México se inaugura la Real y Pontificia Universidad de México.
- 1554: el padre jesuita José de Anchieta funda la ciudad de San Pablo que hoy es la ciudad más grande de Brasil y una de las más grandes del mundo.
- 1569: desde Madrid (España), el rey Felipe II establece el Tribunal de la Inquisición en las colonias americanas.
- 1573: en Japón, Takeda Shingen derrota a Tokugawa Ieyasu en la batalla de Mikatagahara.
- 1755: la Universidad de Moscú se establece en el día de Tatiana.
- 1787: Daniel Shays lidera una rebelión para incautar armas en el arsenal federal en protesta por los prisioneros de deudas.
- 1791: el Parlamento del Reino Unido acepta incorporar la antigua provincia del Quebec en el Alto Canadá.
- 1822: las provincias argentinas de Buenos Aires, Corrientes, Entre Ríos y Santa Fe firman el Tratado del Cuadrilátero.
- 1858: Victoria, hija de Victoria de Inglaterra, contrae matrimonio con Federico III de Alemania. La notoriedad del evento convirtió a la Marcha Nupcial de Felix Mendelssohn ―interpretada durante la ceremonia― en una de las melodías matrimoniales más populares.
- 1859: en San Salvador, ciudad capital de El Salvador, se expide el decreto legislativo que proclama a El Salvador como república soberana e independiente.
- 1860: en Guayaquil (Ecuador) se firma el Tratado de Mapasingue, un tratado de límites entre Ecuador y Perú.
- 1879: se funda el Banco Nacional de Bulgaria.
- 1881: Thomas Edison y Alexander Graham Bell crean la Oriental Telephone Company.
- 1890: Nellie Bly completa se vuelta al mundo en 72 días.
- 1890: en la ciudad de Sevilla se funda el Sevilla Fútbol Club, segundo club más antiguo de España. Su primer presidente fue Edward Farquharson Johnston, su primer capitán Hugo MacColl. El proceso registral se completó el 14 de octubre de 1905.
- 1905: el famoso diamante "Cullinan" es hallado en una mina de Transvaal (Sudáfrica).
- 1909: la ópera Richard Strauss "Elektra" se estrena en Dresden State Opera.
- 1912: el Partido Socialdemócrata Alemán gana las elecciones al Reichstag pero no obtiene la mayoría absoluta, por lo que tuvo que apoyarse en los liberales.
- 1915: Alexander Graham Bell inaugura el servicio transcontinental en los Estados Unidos.
- 1919: se funda la Sociedad de Naciones.
- 1924: en Chamonix (en los Alpes franceses) se inauguran los primeros Juegos Olímpicos de Invierno.
- 1937: se estrena la soap opera Guiding Light, creada por Irna Phillips y la más longeva tras cumplir 72 años en el aire.
- 1941: el papa Pío XII eleva la vicaría apostólica de las islas Hawái a la dignidad de diócesis, llamándola diócesis Católica de Honolulu.
- 1942: en la Segunda Guerra Mundial, Tailandia declara la guerra a los Estados Unidos y Reino Unido.
- 1945: en la Segunda Guerra Mundial, finaliza la Batalla de las Ardenas.
- 1946: la Resolución 1 del Consejo de Seguridad de las Naciones Unidas es adoptada.
- 1947: se crea el primer videojuego en Estados Unidos.
- 1949: en los Estados Unidos se entregan los primeros Premios Emmy.
- 1949: Primeras elecciones israelíes. David Ben-Gurión se convierte en primer ministro de Israel.
- 1955: la Unión Soviética finaliza su estado de guerra contra Alemania.
- 1955: España es invitada a enviar un observador a la ONU.
- 1959: el papa Juan XXIII proclama la creación del Concilio Vaticano II.
- 1960: el profesor Jacques Piccard, con el batiscafo, alcanza la profundidad récord de 10 916 metros, en las islas Marianas.
- 1961: John F. Kennedy se convierte en el primer presidente que realiza una rueda de prensa televisada en directo.
- 1961: en El Salvador, la Junta de Gobierno que perpetró un golpe de Estado contra el presidente constitucional José María Lemus, es derrocada por un golpe de Estado y sustituida por un Directorio Cívico-Militar.
- 1964: la NASA pone en órbita el segundo satélite globo, el Echo 2.
- 1971: Charles Manson y tres miembros de la familia son declarados culpables por las muertes de Sharon Tate y LaBianca en 1969.
- 1971: Idi Amin lidera el golpe de Estado deponiendo a Milton Obote como presidente de Uganda.
- 1976: se celebran elecciones municipales en España después de 40 años.
- 1979: comienza el primer viaje de Juan Pablo II en su pontificado, que tendrá escalas en Santo Domingo, República Dominicana, y finalmente en México.
- 1981: Jiang Qing, la viuda de Mao Zedong, es sentenciada a muerte.
- 1983: Por Decreto Presidencial se crea en México el Instituto Nacional de Estadística, Geografía e Informática.
- 1983: Juan Pablo II promulga el nuevo "Código de Derecho Canónico".
- 1984: en Ecuador se funda como cantón la ciudad de Tosagua.
- 1986: el Movimiento de Resistencia Ugandés derroca el gobierno de Tito Okello en Uganda.
- 1987: en Alemania, se celebran las elecciones federales.
- 1988: en El Retiro, municipio cercano a Medellín (Colombia), es asesinado el procurador Carlos Mauro Hoyos Jiménez.
- 1990: la cadena de televisión española Antena 3 comienza a emitir de manera regular.
- 1990: en Cove Neck (Estados Unidos) se accidenta un Boeing 707 (el vuelo 52 de Avianca) por falta de combustible. Mueren 73 personas y sobreviven 85.
- 1990: Honduras firma el Convenio de Berna sobre los derechos de autor.
- 1991: muere la periodista colombiana Diana Turbay en un operativo de rescate.
- 1993: en Langley, Estados Unidos, en los alrededores del Cuartel General, dos empleados de la CIA son asesinados por un ciudadano pakistaní. El homicida logró huir, fue capturado en su patria en 1997, extraditado a Estados Unidos, juzgado, sentenciado a muerte y ejecutado.
- 1994: Estados Unidos lanza la sonda lunar Clementine.
- 1995: un equívoco pone a Rusia en prealerta general al detectar un cohete noruego lanzado en pruebas.
- 1998: histórica visita del papa Juan Pablo II a Cuba.
- 1998: el estadio Monumental de Guayaquil llega a una histórica capacidad de 91 283 personas en la final del Campeonato Ecuatoriano de Fútbol del año 1997-1998.
- 1999: un terremoto de magnitud 6,4 en la escala de Richter destruye las ciudades colombianas de Armenia y Pereira, dejando más de 1500 muertos.
- 1999: en la aldea de Shankar Bigha, el grupo terrorista Ranvir Sena (formado por terratenientes brahmanes hinduistas de derechas) matan a 22 hombres, mujeres y niños dalits (personas de casta baja). Un año antes (el 1 de diciembre de 1997), Ranvir Sena mató a 74 dalits en la cercana aldea de Laksmanpur Bathe.[1]
- 2001: cerca de Ciudad Bolívar (Venezuela) se estrella un Douglas DC-3 con 50 años de servicio. Mueren 24 personas.
- 2004: el vehículo robótico estadounidense Opportunity (MER-B) aterriza en la superficie de Marte.
- 2005: en el templo hinduista Mandher Devi (India), en una estampida de peregrinos mueren 258 personas.
- 2006: Hamás logra la victoria en las elecciones legislativas celebradas en Palestina, al obtener 76 de los 132 escaños del parlamento.
- 2008: en Argentina, se crea la Dirección de Meteorología Aeronáutica Militar, departamento de la Fuerza Aérea que se encarga de brindar soporte meteorológico a las operaciones aéreas.[2]
- 2011: en la República Árabe de Egipto se inician una serie de protestas (Revolución de los Jóvenes) por las malas condiciones de vida.
- 2012: México, la congregación para la educación católica otorga a la Universidad Pontificia de México el reconocimiento de ser la misma institución que la Real y Pontificia Universidad de México.[3]
- 2015: en Doral, Estados Unidos, Paulina Vega de 22 años es coronada como Miss Universo 2014, por la venezolana María Gabriela Isler, siendo la segunda vez que una colombiana gana la corona.
- 2015: en Grecia, se llevan a cabo las elecciones parlamentarias.
- 2016: en el Mar de Alborán un terremoto de 6,3 en la escala de Richter afectó la ciudad de Melilla dejando 26 heridos leves. El terremoto también se sintió en otras provincias andaluzas del sur, especialmente en Málaga, sin mayores consecuencias.

## Nacimientos

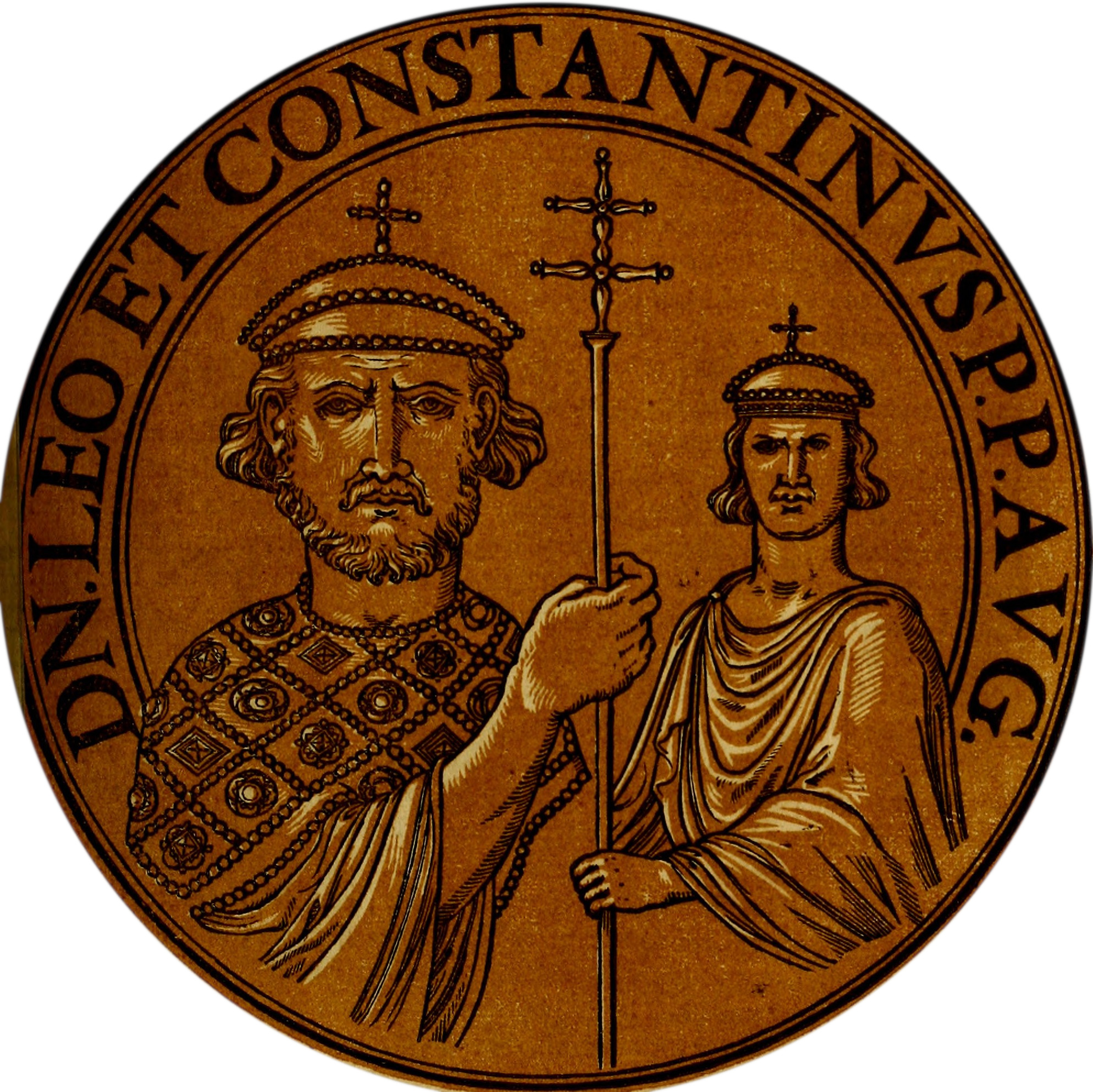
León IV, el Jazar.

- 750: León IV, emperador bizantino entre el 775 y el 780 (f. 780).
- 1477: Ana de Bretaña, reina consorte francesa (f. 1514).
- 1477: Luisa de Médici, noble italiana (f. 1488).
- 1493: Maximiliano Sforza, aristócrata milanés (f. 1530).
- 1526: Adolfo de Holstein-Gottorp, aristócrata alemán (f. 1586).
- 1597: Juan Felipe de Sajonia-Altenburgo, noble alemán (f. 1639).
- 1618: Nicolaes Visscher, grabador y cartógrafo neerlandés (f. 1679).
- 1627: Robert Boyle, físico, filósofo y químico anglo-irlandés (f. 1691).
- 1630: Luis VI, landgrave de Hesse-Darmstadt, noble alemán (f. 1678).
- 1640: William Cavendish, noble y militar británico (f. 1707).
- 1661: Antonio I de Mónaco, aristócrata monegasco (f. 1731).
- 1725: Pablo de Olavide, escritor y político español (f. 1803).
- 1736: Joseph-Louis de Lagrange, matemático y astrónomo francés (f. 1813).
- 1739: Charles François Dumouriez, general francés (f. 1823).
- 1759: Robert Burns, poeta británico (f. 1796).
- 1829: Carlos de Haes, pintor español de origen belga (f. 1898).
- 1843: Hermann Schwarz, matemático alemán (f. 1921).
- 1849: Juvencio Robles, militar y político mexicano (f. 1917).
- 1860: Charles Curtis, político estadounidense (f. 1936).
- 1868: Juventino Rosas, compositor mexicano (f. 1894).
- 1874: William Somerset Maugham, escritor británico (f. 1965).
- 1879: Rupert Julian, cineasta estadounidense (f. 1943).
- 1879: Gabriel Maura y Gamazo, escritor y político español (f. 1963).

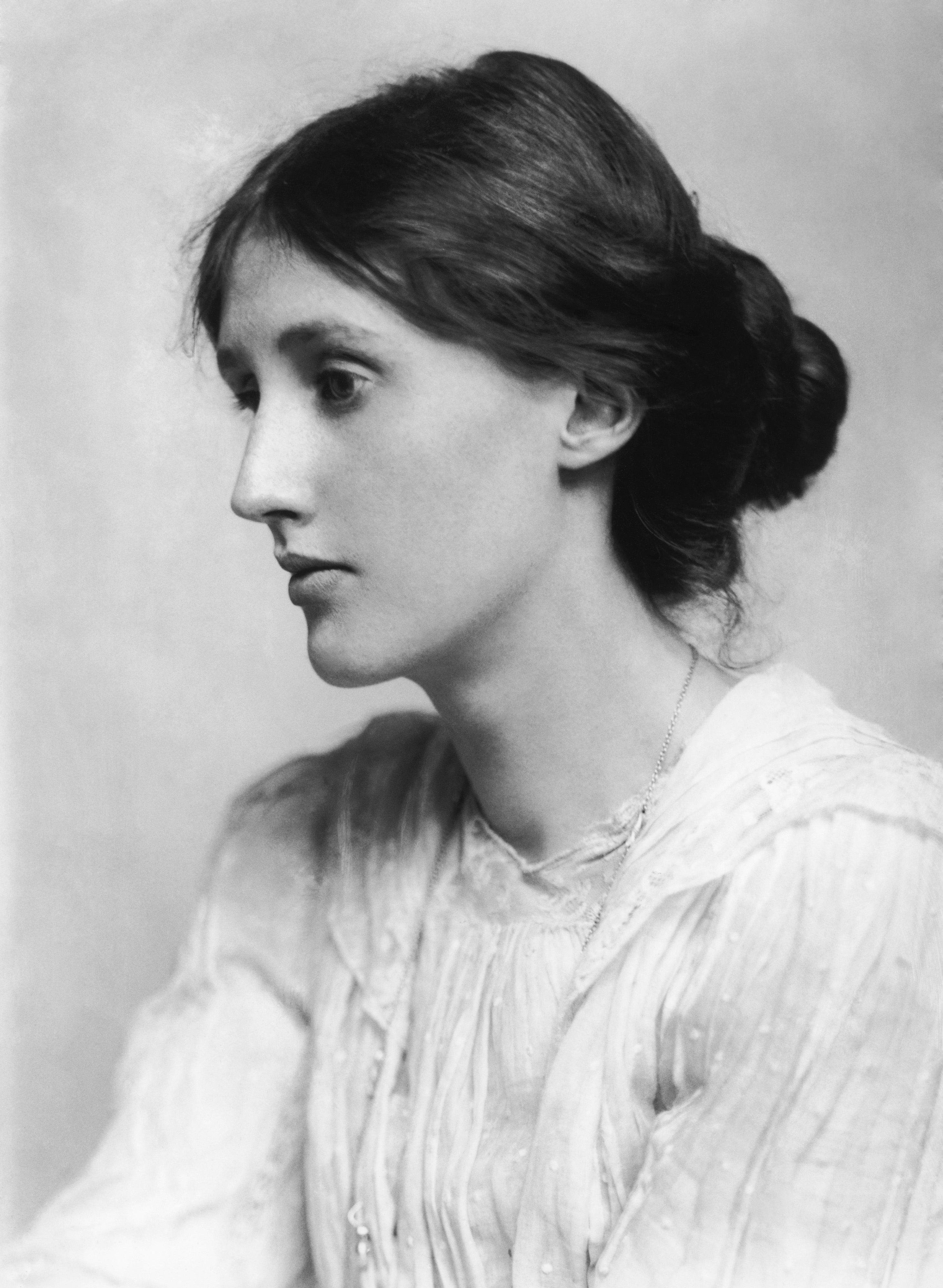
Virginia Woolf.

- 1882: Virginia Woolf, escritora británica (f. 1941).
- 1884: Artemio de Valle Arizpe, abogado, político, diplomático, escritor e historiador mexicano (f. 1961).
- 1886: Wilhelm Furtwängler, director de orquesta y compositor alemán (f. 1954).
- 1890: Manuel Cabré, pintor hispano-venezolano (f. 1984).
- 1894: Florián Rey, actor y cineasta español (f. 1962).
- 1897: Fernando Márquez Miranda, arqueólogo argentino (f. 1961).
- 1898: Jacobo Fijman, poeta argentino (f. 1970).
- 1898: Oscar Murúa, pintor guatemalteco (f. 1980).
- 1899: Paul-Henri Spaak, político belga (f. 1972).
- 1900: Theodosius Dobzhansky, genetista soviético (f. 1975).
- 1901: Itzhak Stern, contable industrial alemán (f. 1969).
- 1901: Mildred Dunnock, actriz estadounidense (f. 1991).
- 1901ː Vasili Riazánov, aviador militar soviético y Héroe de la Unión Soviética (f. 1951).
- 1902: Fumiko Kaneko, anarquista japonesa (f. 1926).
- 1911: Lorenzo Goñi, pintor y dibujante español (f. 1992).
- 1912: Lucho Bermúdez, compositor e intérprete colombiano (f. 1994).
- 1912: Federico Heinlein, músico y periodista chileno (f. 1999).
- 1913: Witold Lutosławski, compositor polaco (f. 1994).
- 1913: Luis Marden, fotoperiodista estadounidense (f. 2003).
- 1914: Antonio Bertola, ciclista italiano (f. 1967).
- 1915: Nina Rusakova, aviadora militar soviética (f. 1997)

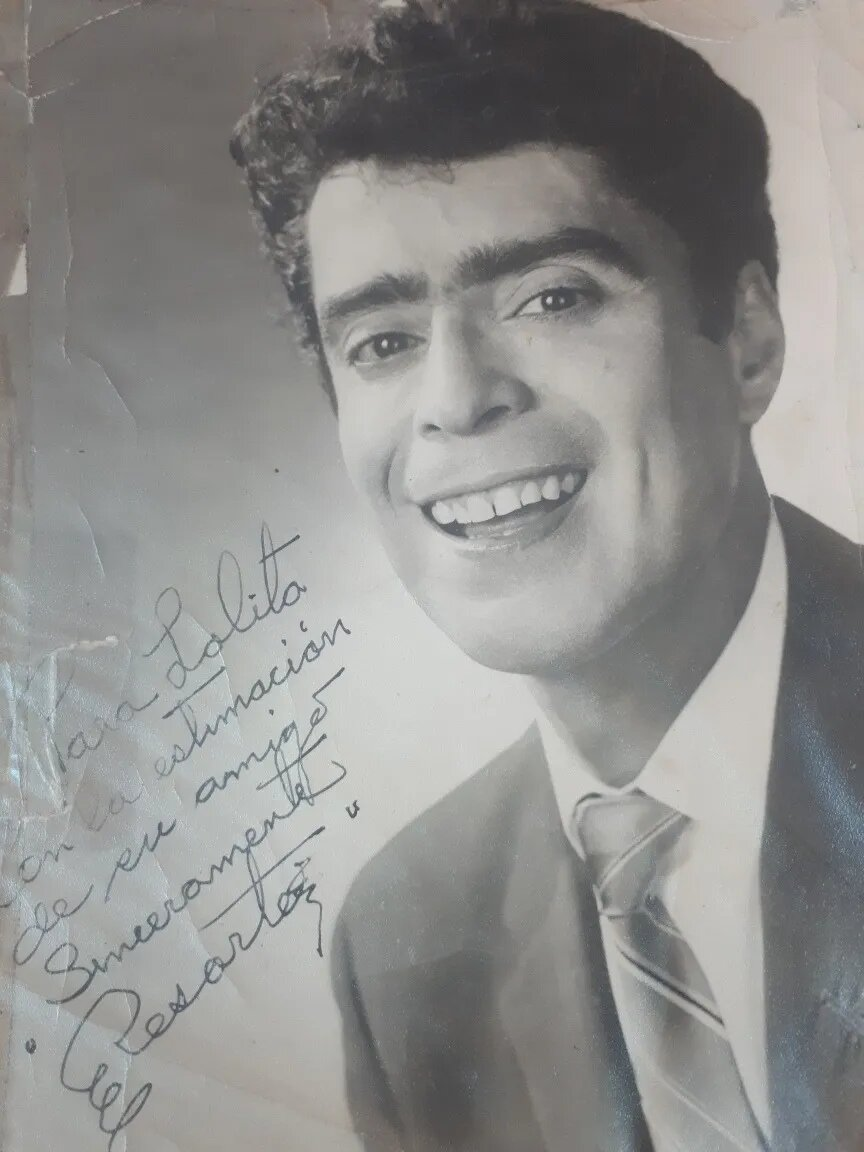
Adalberto Martínez.

- 1916: Adalberto Martínez, actor y comediante mexicano (f. 2003).
- 1916: Sixto Marco, pintor y dibujante español (f. 2002).
- 1917: Jânio Quadros, presidente brasileño (f. 1992).
- 1917: Ilya Prigogine, científico belga de origen ruso, premio nobel de química en 1977 (f. 2003).
- 1917: Federico Sopeña, musicólogo español (f. 1991).
- 1918: Tranquilo Cappozzo, remero argentino de origen estadounidense (f. 2003).
- 1919: Hugo Pimentel, actor argentino (f. 1984).
- 1920: Miguel Díaz Negrete, arquitecto español (f. 2011).
- 1920: Alicia Montoya, actriz mexicana (f. 2002).
- 1920: Tatiana Marinenko, partisana soviética y Heroína de la Unión Soviética (f. 1942).
- 1921: Samuel Cohen, físico estadounidense (f. 2010).
- 1921: Alfred Reed, compositor estadounidense (f. 2005).
- 1923: Arvid Carlsson, farmacólogo sueco, premio nobel de fisiología o medicina en 2000 (f. 2018).
- 1923: Emilio Ogñénovich, arzobispo argentino (f. 2011).
- 1924: Joxe Ulibarrena, escultor y etnógrafo español (f. 2020).
- 1926: Youssef Chahine, cineasta egipcio (f. 2008).
- 1927: Tom Jobim, compositor brasileño de bossa nova (f. 1994).

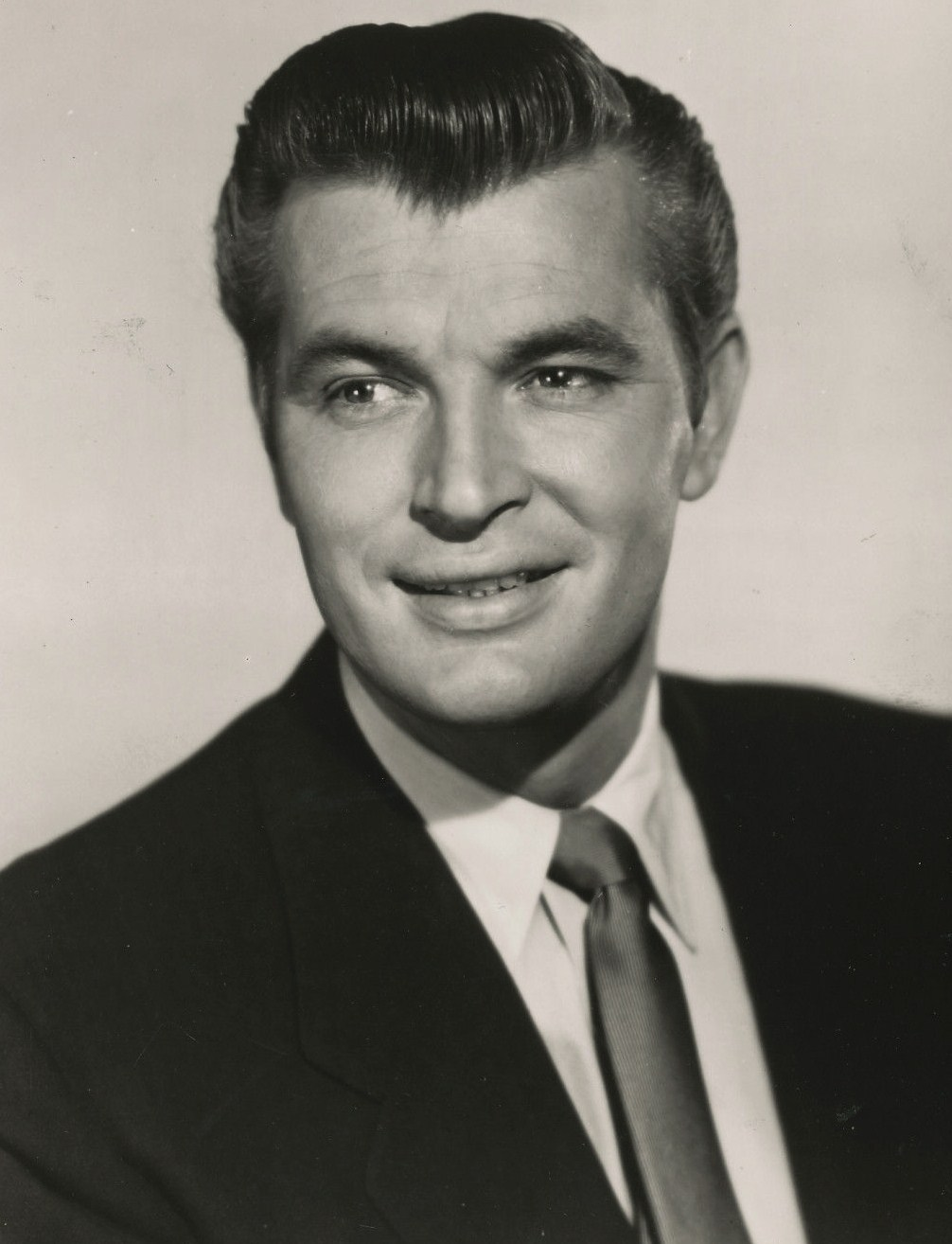
Gregg Palmer.

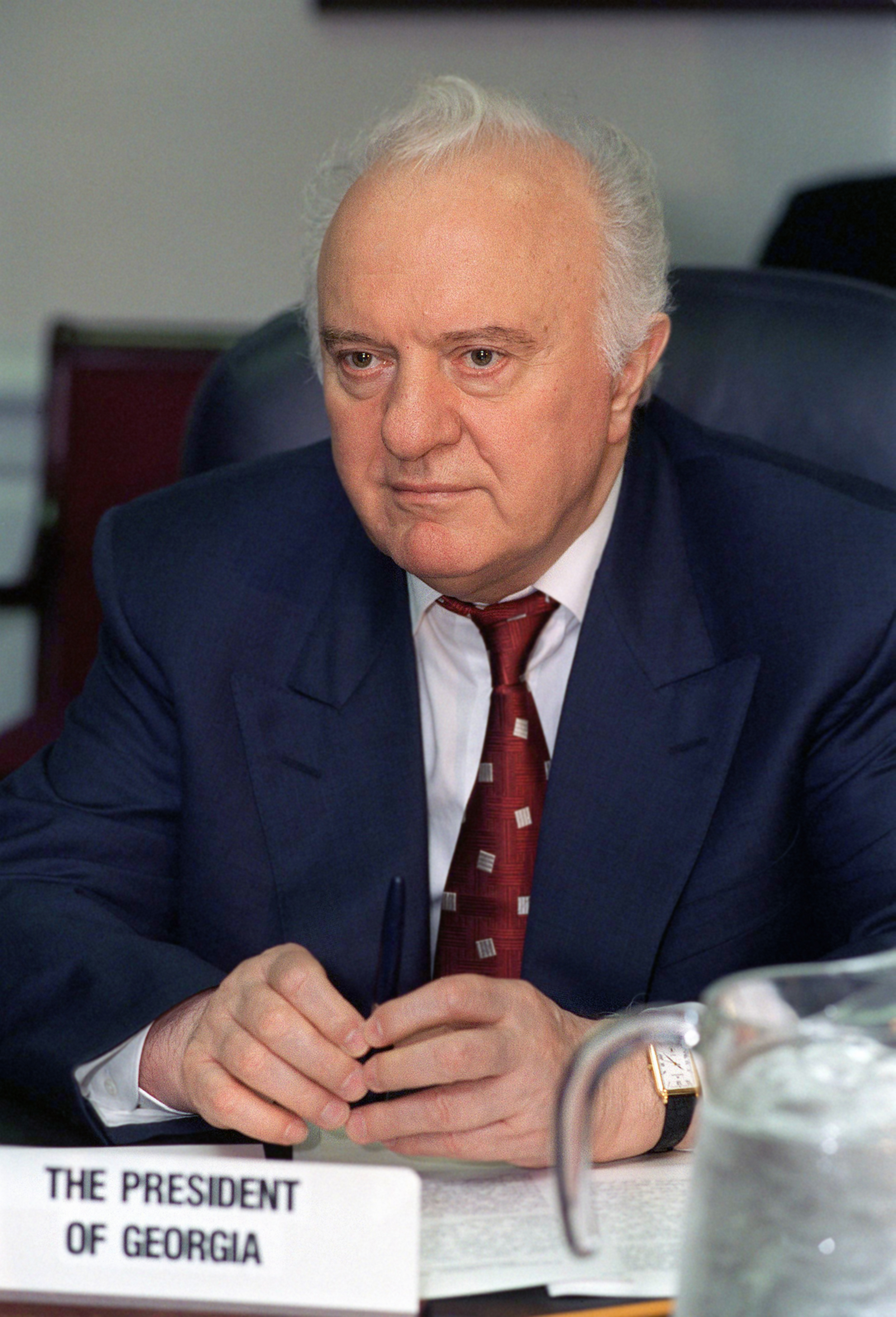
Eduard Shevardnadze.

- 1927: Gregg Palmer, actor estadounidense (f. 2015).
- 1928: Eduard Shevardnadze, político georgiano, presidente de Georgia entre 1995 y 2003 (f. 2014).
- 1928: Adolfo Marsillach, actor español (f. 2002).
- 1928: Alejandro Algara, tenor lírico mexicano (f. 2020).
- 1929: Rafael Pi Belda, escultor español (f. 2012).
- 1930: Alberto Gil Novales, historiador español (f. 2016).
- 1930: Karina Laverde, actriz chilena radicada en Colombia (f. 2012)
- 1930: Tatiana Sávicheva, personalidad rusa (f. 1944).
- 1930: Marta Traba, historiadora de arte y escritora argentino-colombiana (f. 1983).
- 1931: Federico Edwards, futbolista argentino (f. 2016).
- 1931: Dean Jones, actor estadounidense (f. 2015).
- 1933: Corazón Aquino, política filipina (f. 2009).
- 1934: Alberto Chissano, escultor mozambicano (f. 1999)
- 1935: Antonio dos Santos Ramalho Eanes, político portugués.
- 1937: Ange-Félix Patassé, político centroafricano, presidente de la República Centroafricana entre 1993 y 2003 (f. 2011).
- 1937: Gregory Sierra, actor estadounidense (f. 2021).
- 1938: Shōtarō Ishinomori, dibujante de manga japonés (f. 1998).
- 1938: Etta James, cantante estadounidense (f. 2012).
- 1938: Leiji Matsumoto, dibujante de manga japonés.
- 1938: Vladímir Vysotski, poeta ruso (f. 1980).
- 1940: Gonzalo Aguirre, político uruguayo.

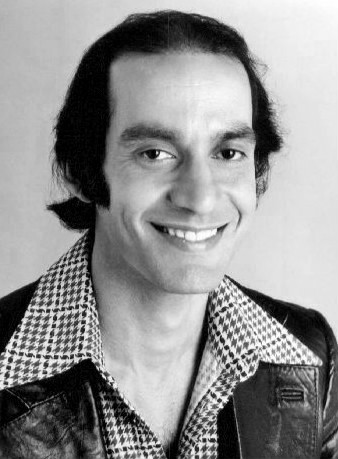
Gregory Sierra.

- 1942: Perla Caron, actriz argentina.
- 1942: Eusébio, futbolista portugués.
- 1943: Fred Friedrich, escultor alemán.
- 1943: Tobe Hooper, cineasta estadounidense (f. 2017).
- 1943: Fernando Pérez Royo, político español.
- 1944: Fernando Bonilla, obstetra y ginecólogo español.
- 1944: Zully Montero, actriz cubana de cine, teatro y televisión.
- 1944: Tōru Emori, actor japonés.
- 1946: Carlos Javier Beltrán, cantante argentino (f. 2012).
- 1947: Ángel Nieto, motociclista español (f. 2017).
- 1947: Tostão, futbolista brasileño.
- 1948: Jalifa bin Zayed Al Nahayan, político emiratí, presidente de los Emiratos Árabes Unidos entre 2004-2022 (f. 2022)
- 1948: Rodolfo Nin Novoa, político uruguayo.

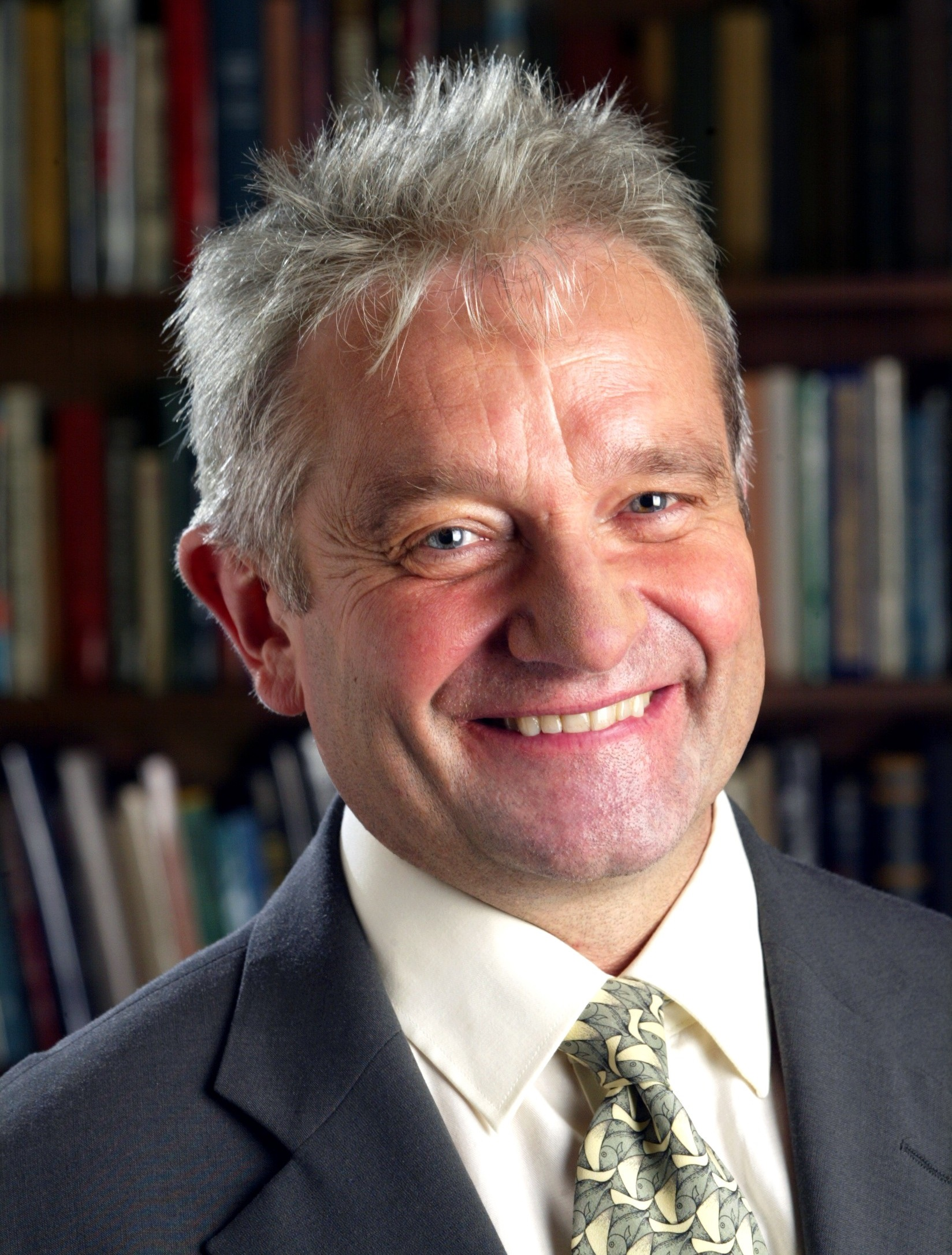
Paul Nurse.

- 1949: Paul Nurse, bioquímico británico, premio nobel de medicina en 2001.
- 1950: Eduardo Anzarda, futbolista argentino.
- 1950: Jean-Marc Ayrault, político francés.
- 1950: Yoshimitsu Morita, cineasta japonés (f. 2011).
- 1950:  John Terry, actor estadounidense.
- 1951: Steve Prefontaine, atleta estadounidense (f. 1975).
- 1951: Lee Strobel, escritor, periodista y apologeta estadounidense.
- 1951: Bill Viola, videoartista estadounidense.
- 1952: Lee Strobel, periodista y apologeta estadounidense.
- 1953: The Honky Tonk Man, luchador profesional estadounidense.
- 1954: Ricardo Bochini, futbolista argentino.
- 1955: Tōru Iwatani, diseñador de videojuegos japonés.
- 1956: Johnny Cecotto, piloto de motociclismo y automovilismo venezolano
- 1957: Luis Alfredo Garavito, asesino en serie colombiano (f. 2023)
- 1958: Gustavo Cárdenas Gutiérrez, exalcalde de Ciudad Victoria.
- 1958: Antonio Jesús López Nieto, árbitro español.
- 1963: Marcello Giordani, tenor italiano.
- 1963: Don Mancini, director y productor de cine.
- 1967: David Ginola, futbolista francés.
- 1967: Pablo Ramón Ayala, cantante y compositor de cumbia tropical argentino (f.2005).
- 1968: Santiago Mesón, jugador de rugby argentino.
- 1971: Luca Badoer, piloto de Fórmula 1 italiano.
- 1972: Chantal Andere, actriz mexicana.
- 1973: Geoff Johns, dibujante de cómic estadounidense.
- 1975: Ruth Díaz, actriz española.
- 1975: Tim Montgomery, atleta estadounidense.
- 1975: Mia Kirshner, actriz canadiense.
- 1975: Markus Schroth, futbolista alemán.
- 1975: Aitor Aldeondo, futbolista español.
- 1977: José Luis Useche, actor, productor, dramaturgo y director de teatro venezolano.
- 1977: Hatem Trabelsi, futbolista tunecino.
- 1978: Volodímir Zelenski, actor, productor y político ucraniano, presidente de Ucrania desde 2019.
- 1978: Charlene de Mónaco, Princesa de Mónaco.
- 1979: Roberto Fernández Alvarellos, futbolista español.
- 1979: Christine Lakin, actriz estadounidense.
- 1980: Xavi Hernández, futbolista y entrenador español.
- 1980: Michelle McCool, luchadora profesional estadounidense.
- 1981: Toše Proeski, cantante macedonio.
- 1981: Sebastián Grazzini, futbolista argentino.
- 1981: Alicia Keys, cantante estadounidense.
- 1982: Shō Sakurai, actor y cantante japonés.
- 1982: Noemi, cantante italiana.
- 1982: Patrik Ingelsten, futbolista sueco.
- 1984: Robinho, futbolista brasileño.
- 1984: Mercedes Lander, baterista de la banda de metal alternativo Kittie
- 1985: Alexander Acha, cantante mexicano.
- 1985: Marco Parolo, futbolista italiano.
- 1987: Maria Kirilenko, tenista rusa.
- 1988: Tatiana Golovin, tenista francesa.
- 1988: Paenda, cantante austriaca.
- 1990: Lee Jun-ho, cantante y actor surcoreano.
- 1991: Chuli, futbolista español.
- 1991: Ramón Arcas, futbolista español.
- 1991: Lucas Buelvas, actor y modelo colombiano.
- 1996: Alisson Abarca, modelo salvadoreña.
- 1996: Mohamed Hany, futbolista egipcio.
- 1996: Calum Hood, cantante y bajista australiano, de la banda 5 Seconds of Summer.
- 1996: Edwin Solano, futbolista hondureño.
- 1996: Bryce Washington, baloncestista estadounidense.
- 1997: Pedro Silva Torrejón, futbolista argentino.
- 1997: Santiago Gabriel Camacho, futbolista argentino.
- 1997: Kika Moreno, futbolista venezolana.
- 1997: Vladyslav Hryko, gimnasta artístico ucraniano.
- 1998: Fabián Píriz, futbolista uruguayo.
- 1998: Viktor Boone, futbolista belga.
- 1999: Lucas, rapero chino, miembro del grupo NCT.
- 1999: Darko Nejašmić, futbolista croata.
- 1999: Zuhair Snisla, jugador de fútbol 5 adaptado marroquí.
- 1999: Jai Waetford, cantante y actor australiano.
- 1999: Renan Torres, yudoca brasileño.
- 1999: Ariel Fantoni, futbolista argentino.
- 1999: Mario Hernández Fernández, futbolista español.
- 1999: Kevin Kouassivi-Benissan, futbolista finlandés.
- 1999: Kacper Sztuba, piragüista polaco.
- 1999: Santiago Echavarría, futbolista colombiano.
- 1999: Adrián Goransch, futbolista mexicano.
- 1999: Nikola Mišković, baloncestista serbio.
- 2000: Romário Baró, futbolista bisauguineano.
- 2000: Rhyan White, nadadora estadounidense.
- 2000: Remco Evenepoel, ciclista belga.
- 2000: Marie Le Net, ciclista francesa.
- 2000: Suzuka Hasegawa, nadadora japonesa.
- 2000: Eva Santidrián, atleta española.
- 2000: Marica Perišić, yudoca serbia.
- 2000: Ji'Ayir Brown, jugador de fútbol americano estadounidense.
- 2000: Erik Ezukanma, jugador de fútbol americano estadounidense.
- 2000: Saraí Meza, actriz mexicana.
- 2001: Michela Pace, cantante maltesa.
- 2003: Daniel Owusu, futbolista ghanés.
- 2003: Julian Halwachs, futbolista austriaco.
- 2003: Josie Baff, snowboarder australiana.

## Fallecimientos
- 1067: Yingzong, emperador chino (n. 1032).
- 1494: Fernando I, rey napolitano (n. 1423).
- 1640: Robert Burton, escritor y clérigo británico (n. 1577).
- 1744: Domenico Natale Sarro, compositor italiano (n. 1679).
- 1747: Juan Antonio Vizarrón y Eguiarreta, religioso y político español (n. 1682).
- 1852: Fabian Gottlieb von Bellingshausen, explorador ruso (n. 1778).
- 1855: Dorothy Wordsworth, escritora y poetisa inglesa (n. 1771).
- 1857: Abraham Collingwood, noble, monarca y militar británico (n. 1824).
- 1871: Jeanne Villepreux-Power, bióloga marina francesa (n. 1794).
- 1886: Benjamín Vicuña Mackenna, historiador chileno (n. 1831).
- 1892: Ludovica de Baviera, monarca bávara (n. 1808).
- 1896: Vicente Palmaroli, pintor español (n. 1834).
- 1899: Vizconde de Taunay, noble, escritor, ingeniero militar, político, sociólogo, historiador, músico y artista plástico brasileño (n. 1843).
- 1900: Piotr Lavrov, matemático y político ruso (n. 1823).
- 1907: René Pottier, ciclista francés (n. 1879).
- 1925: Juan Vucetich, criminalista argentino (n. 1858).
- 1925: José María Valle Riestra, músico y compositor peruano (n. 1858).
- 1929: Franz Xaver Kugler, erudito alemán (n. 1862).
- 1947: Al Capone, padrino de la mafia ítalo-estadounidense (n. 1899).
- 1952: Sveinn Björnsson, político islandés (n. 1881).
- 1954: M. N. Roy, revolucionario, activista y teórico bengalí (n. 1993).
- 1957: Kiyoshi Shiga, físico y bacteriológico japonés (n. 1871).
- 1960: Diana Barrymore, actriz estadounidense (n. 1921).
- 1960: Rutland Boughton, compositor británico (n. 1878).
- 1960: Mercedes Gaibrois de Ballesteros, historiadora española (n. 1891).
- 1962: Josep Sebastià Pons, poeta francés en lengua catalana (n. 1886).
- 1967: Ettore Bastianini, barítono italiano (n. 1922).
- 1970: Jane Bathori, mezzosoprano francesa (n. 1877).
- 1972: Erhard Milch, militar alemán (n. 1892).
- 1973: Cirilo Cánovas García, político español (n. 1899).
- 1976: Ana María Lynch, actriz argentina (n. 1918).
- 1982: Mijaíl Súslov, ideólogo soviético (n. 1902).
- 1987: Nahuel Moreno, político argentino (n. 1924).
- 1988: Carlos Mauro Hoyos, fue un jurista y político colombiano. (n. 1939).
- 1990: Dámaso Alonso, poeta y académico español (n. 1898).
- 1990: Ava Gardner, actriz estadounidense (n. 1922).
- 1990: Luis Moya Blanco, arquitecto español (n. 1904).
- 1991: Diana Turbay, fue una abogada y periodista colombiana.  (n. 1950).
- 1992: Manuel Hernández Mompó, pintor español (n. 1927).
- 1994: Stephen Cole Kleene, matemático estadounidense (n. 1909).
- 1996: Jonathan Larson (35), compositor y letrista estadounidense, creador del musical Rent (n. 1960).
- 1997: José Luis Cabezas, reportero gráfico y fotógrafo argentino (n. 1962).
- 1997: Manuel Tuñón de Lara, historiador español (n. 1923).
- 1999: Robert Shaw, director de coro estadounidense (n. 1916).
- 2003: Lobito Martínez, músico y compositor paraguayo (n. 1952).
- 2004: Miklós Fehér, futbolista húngaro (n. 1979).
- 2004: Fanny Blankers-Koen, atleta neerlandesa (n. 1918).
- 2005: Philip Johnson, arquitecto estadounidense (n. 1906).
- 2006: Anna Malle, actriz porno estadounidense (n. 1967).
- 2006: Kim Manners, director y productor de televisión estadounidense (n. 1951).
- 2010: Ali Hassan al-Mayid, general iraquí (n. 1941).
- 2010: Emilio Vieyra, cineasta argentino (n. 1920).
- 2012: Fernando Vidal, magistrado español, presidente del Tribunal Superior de Justicia de Asturias (n. 1924)
- 2012: Mabel Manzotti, actriz y política argentina (n. 1938).
- 2012: Carlos Escarrá, político venezolano (n. 1954).
- 2012: Julio Cicero, jesuita y biólogo mexicano (n. 1921).
- 2013: Jaime Salom, dramaturgo y médico español (n. 1925).
- 2015: Demis Roussos, cantante griego (n. 1946).
- 2016: Marina de Navasal, periodista chilena (n. 1922).
- 2016: Denise Duval, soprano francesa (n. 1921).
- 2017: John Hurt, actor británico (n. 1940).
- 2017: Mary Tyler Moore, actriz estadounidense (n. 1936).
- 2018: Claribel Alegría, poetisa nicaragüense-salvadoreña (n. 1924).
- 2019: Roberto Livi, cantautor y productor musical argentino (n. 1942).
- 2023: Claudio da Passano, actor argentino (n. 1957).
- 2023: Cindy Williams, actriz estadounidense (n. 1947).

## Celebraciones
- Día Internacional de las Mujeres en el Multilateralismo.

- Día del Café Irlandés.

- Día Opuesto.[4]
(en inglés: Opposite Day).

 Por países
(Por orden alfabético)
- Argentina: 
  - Día Nacional del Reportero Gráfico.[5]Se conmemora esta fecha en homenaje a José Luis Cabezas, periodista, reportero gráfico y fotógrafo  asesinado el 25 de enero de 1997.
    -  Misiones: 
      - Aniversario de San Martín.[6]Se encuentra al noroeste del Departamento Oberá. Su nombre proviene de San Martín de Tours, un obispo húngaro del siglo IV.
Fundación: 25 de enero de 1942 (83 años).

- Aruba: 
  - Día de Betico Croes. Fue un activista político arubeño que propuso la separación de Aruba de las Antillas Holandesas.
(en inglés: Betico Day).

- Cuba: 
  - Día del Trabajador de la Industria Alimentaria y la Pesca.

- Egipto: 
  - Día de la Revolución.[7]Celebra el día del inicio de la Revolución egipcia de 2011, en protesta por los 29 años de gobierno de Hosni Mubarak.
  - Día Nacional de la Policía. Celebra el aniversario de la resistencia de los agentes de policía contra el ejército británico en 1952 durante los últimos meses del Reino de Egipto.
(en inglés: National Police Day).

- Escocia:
  - Cena de Burns en honor al poeta Robert Burns: se come haggis y se cantan baladas tradicionales escocesas.

- España:
  - Día de la Publicidad.
(último viernes de enero).[8]

- Estados Unidos:
  - Día de la Observación del Tiempo.
(en inglés: Observe the Weather Day).
  - Día de Florida.
(en inglés: National Florida Day).
  - Día de la Enfermera IV. Especialidad en enfermería que está relacionada con todo lo intravenoso.
(en inglés: National IV Nurse Day).
  - Día de San Dwynwen. Festividad galesa especialmente para los seres queridos, similar a Día de San Valentín.
(en inglés: St. Dwynwen’s Day).
  - Día de la Habitación Propia. Celebración en el aniversario del cumpleaños de Virginia Woolf (25 de enero de 1882), feminista y activista por los derechos de las mujeres.
(en inglés: A Room Of One’s Own Day).
  - Día del Taco de Pescado.
(en inglés: National Fish Taco Day).

- Honduras: 
  - Día de la Mujer Hondureña.

- India:
  - Día Nacional de los Votantes.
(en inglés: National Voters' Day).

- Indonesia: 
  - Día Nacional de la Nutrición. Se recuerda el día de la fundación de la escuela de dietética Sekolah Djuru Penerang Makanan el 25 de enero de 1951 por Poorwo Soedarmo.

- Mauricio: 
  - Thaipoosam Cavadee.[7]

- México: 
  - Día del Biólogo.[9]

- Perú: 
  - Día de la Chicha de Jora en Piura. La chicha de jora (en lengua quechua Aqha y en lengua kichwa Aswa) es una bebida fermentada oriunda de Sudamérica, preparada con «jora», es decir, maíz malteado.

- Rusia: 
  - Día de Tatiana (Día de los estudiantes rusos). Es una fiesta religiosa de Rusia celebrada el 12 de enerojul./ 25 de enerogreg.. Lleva el nombre de Santa Tatiana, una mártir cristiana del siglo tercero en Roma durante el reinado del emperador Alejandro Severo. La Iglesia Ortodoxa Rusa declaró a Santa Tatiana patrona de los estudiantes, y el Día de Tatiana que se celebra en todos los monasterios de Rusia se ha convertido también en el Día de los estudiantes rusos desde el 25 de enero de 2005.
(en ruso: Татьянин день, Tatyanin dieñ).

- Sri Lanka: 
  - Poya de luna llena de Duruthu.[7]

### Santoral católico

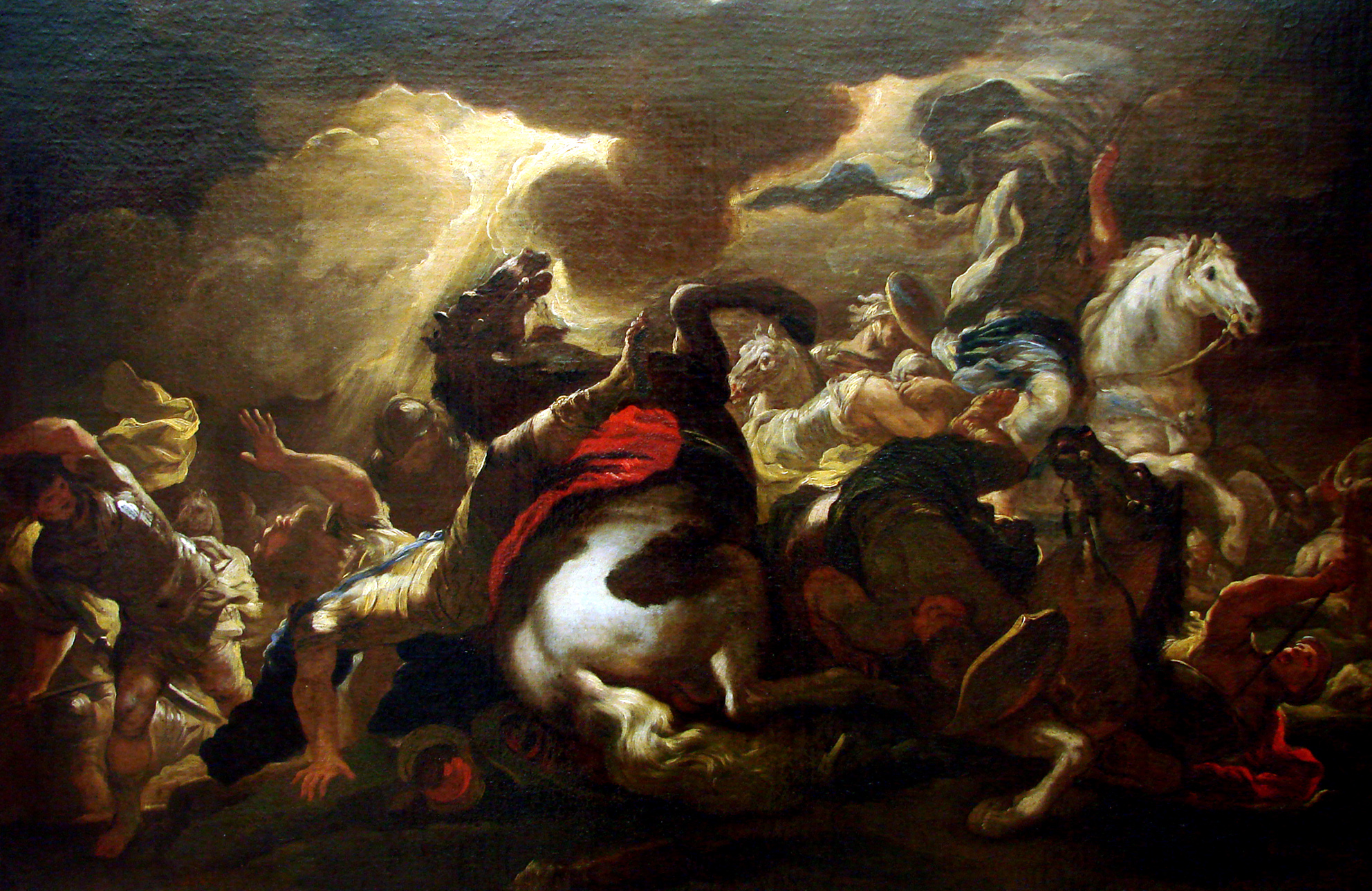
La conversión de San Pablo de Lucas Jordán (ca. 1690).

- Conversión de san Pablo (c. 67).[10](imagen ilustrativa).
- San Ananías de Damasco, discípulo (s. I).
- San Artemas de Pozzuoli, mártir (s. III/IV).[10]
- San Agileo de Cartago, mártir (s. III/IV).
- San Gregorio de Nazianzo, obispo (379).
- San Bretanión de Tomis, obispo (s. IV).[10]
- San Palemón de Tabennisi, anacoreta (s. IV).[10]
- Santos Preyecto y Amarino de Arvernia (676).
- San Popón de Stavelot, abad (1048).[10]
- Beato Enrique Suso, presbítero (1366).
- Beato Antonio Migliorati, presbítero (1450).[10]
- Beata Arcángela Girlani, virgen, priora y fundadora (1495).[10]
- Beato Manuel Domingo y Sol, presbítero (1909).
- Beata María Antonia Grillo, religiosa (1944).[10]
- Beato Antonio Swiadek, presbítero y mártir (1945).[10]

 Por países
(Por orden alfabético)
- Argentina: 
  -  Buenos Aires: 
    - Salto: fiesta patronal.[11]Esta fecha coincide con el Día de la Conversión de San Pablo.

- España:
  - Ayerbe (Huesca): Festividad de San Pablo. La romería se hace el último domingo de enero.